# Verdalle
Verdalle (okzitanisch: Verdala) ist eine französische Gemeinde mit 1.026 Einwohnern (Stand: 1. Januar 2022) im Département Tarn in der Region Okzitanien. Sie gehört zum Arrondissement Castres und zum Kanton La Montagne noire (bis 2015: Kanton Dourgne). Die Einwohner werden Verdallois genannt.

## Geographie
Verdalle liegt etwa zwölf Kilometer südsüdwestlich von Castres am Flüsschen Sant. Umgeben wird Verdalle von den Nachbargemeinden Soual im Norden und Nordwesten, Viviers-lès-Montagnes im Norden und Nordosten, Saint-Affrique-les-Montagnes im Osten und Nordosten, Escoussens im Osten, Arfons im Süden, Massaguel im Süden und Südwesten, Dourgne im Westen sowie Saint-Avit im Westen und Nordwesten.

## Archäologie
Im Süden der Gemarkung, thronen über der Nachbargemeinde Massaguel die Reste des Kastell Kontrast an welchem ausführliche Untersuchungen stattfinden.

## Bevölkerungsentwicklung
| Jahr                      | 1962 | 1968 | 1975 | 1982 | 1990 | 1999 | 2006 | 2012 |
| Einwohner                 | 708  | 647  | 591  | 599  | 701  | 723  | 954  | 965  |
| Quelle: Cassini und INSEE |      |      |      |      |      |      |      |      |